# تولید اعداد تصادفی

توجه: این صفحه صرفا به صورت عمومی درباره  الگوریتم های شبیه ساز تولید اعداد تصادفی یا random number generator algorithms می باشد. اگر نیاز به دانستنی های مرتبط با این موضوع در علوم کامپیوتری دارید،  به این صفحه مراجعه نمایید : Pseudorandom generator .
یک تاس قرمز دستگاه یا تابع یا تولید کننده‌ای است که یک یا یک سری اعداد را به صورت تصادفی تولید می‌کند. 
در ساده ترین مثال ممکن، با استفاده از تاس یک عدد از بین یک تا شش انتخاب شده و یا یک عدد ده رقمی  با کنار هم قرار دادن نتیجه ده پرتاب، تولید می‌شود. این یک عدد رندوم است. مثلا 2561421121.
می توان به جای تاس از هر وسیله ای دیگری که نمایانگر نوعی عدد باشد (مانند سکه) نیز استفاده کرد.
این روش hardware random-number generators (HRNG) نام دارد. اعداد تولید شده در این روش تصادفی هستند و به هیچ روش منطقی نمی‌ توان نتیجه را پیش بینی کرد.
در کامپیوتر ها همه محاسبات بر مبنای منطق و صفر و یک می باشد بنابراین یک کامپیوتر توانایی ساخت یک عدد تصادفی حقیقی را ندارد؛ از این رو، کامپیوتر ها از توابع شبیه ساز اعداد تصادفی استفاده می کنند. به این مدل از توابع تصادفی   pseudo-random number generators (PRNG) گفته میشود. این تولید کننده ها الگوی مشخصی دارند و با استفاده از ترکیب مواردی مختلف اعداد تصادفی را تولید و در کنار همدیگر قرار می دهند.
به دلیل ماهیت اعداد تصادفی ( که از ناآگاهی در مورد عوامل ایجاد کننده آن منشا می گیرد)، می توان با دسترسی به پارامتر ها و عوامل موثر در ایجاد یک عدد مشخص، آن عدد را مجددا تولید کرد. با این حال الگوریتم و روش تولید این اعداد و نیز پارامتر های موثر به راحتی قابل تشخیص نیستند.
نمونه ای از توابع شبه تصادفی، تابعی که با استفاده از زمان  و تعدادی عملگر، یک دنباله اعداد را تولید می کند و به خروجی می فرستد. اگر دوباره از تابع دنباله ی اعداد تصادفی را بخواهیم، به علت تغییر زمان، خروجی متفاوت خواهد بود. اگر دوباره همان زمان اولیه را با همان الگوریتم به تابع دهیم، هر چند بار  که تابع را فراخوانی کنیم، اعداد یکسانی را تولید خواهد کرد.
متد ها و روش‌های زیادی برای بدست آوردن دنباله ی اعداد تصادفی وجود دارد. هر چند در مورد توابع شبه تصادفی  بررسی های فراوانی نمایانگر غیر قابل پیشبینی بودن این اعداد هستند؛  با این وجود از این متد ها در حوزه کریپتوکارنسی استفاده نمیشود. برای این منظور cryptographically secure pseudo-random number generators (CSPRNG) تولید شده اند که برای تولید اعداد تصادفی که به عنوان کلید اختصاصی در این حوزه شناخته می شوند، استفاده می شود.

## روش‌های فیزیکی
برخی از پدیده‌های طبیعی الگوهای مناسبی برای تولید این اعداد هستند به عنوان مثال برخی پدیده‌های فیزیکی از جمله اختلالات حرارتی در دیودهای زنر (Zener Diodes) دارای رفتاری کاملاً تصادفی هستند و می‌توانند پایه‌ای برای تولید RNGهای فیزیکی و سخت‌افزاری باشند.
همانطور که اشاره شد، الگوهای طبیعی جالبی برای تولید اعداد تصادفی وجود دارد؛ یک روش متداول استفاده از یک تابع درهم ساز (که ورودی اش جریانی از فریم‌های ویدئوییٍ یک منبع غیرقابل پیش‌بینی می‌باشد) است. به عنوان مثال لاواراند (Lavarand)از تصاویر تعدادی لامپ لاوا(Lava Lamps) استفاده کرد.
Lithium Technologies از تصاویر آسمان و Random.org بایگانی‌شده  در ۲۴ فوریه ۲۰۱۱ توسط Wayback Machine از صداهای آشفته جوی استفاده می‌کند.

## روش‌های محاسبه‌ای
تولیدکننده‌های اعداد شبه تصادفی الگوریتم‌هایی با قابلیت تولید اعداد تصادفی هستند هرچند اعداد تولید شده توسط آن‌ها به‌طور تناوبی تکرار می‌شود یا آنکه حافظه زیادی را اشغال می‌کنند.
یکی از متداولترین تولیدکننده‌های اعداد تصادفی، LCG Linear Congruential Generator است که رابطه‌ای بازگشتی دارد:
{\displaystyle R_{n+1}=(aR_{n}+b)\,{\textrm {mod}}\,m}
بیشترین تعداد عددی که این رابطه می‌تواند تولید کند ، {\displaystyle m} عدد شبه تصادفی است.
یک روش ساده که با قلم و کاغذ نیز قابل اجراست روش میانه مربع (Middle Square Method) است که توسط جان فون نیومن (John Von Neumann) ابداع شد که بسیار ساده‌است ولی اعداد تولیدی آن از لحاظ آماری کیفیت خوبی ندارند.
بسیاری از زبان‌های برنامه‌نویسی رایانه شامل توابع کتابخانه‌ای هستند که برای تولید اعداد تصادفی (یک بایت، کلمه ویا اعداداعشاری تصادفی با توزیع یکنواخت بین ۰ و ۱)طراحی شده‌اند. این توابع کتابخانه‌ای اغلب از لحاظ خصوصیات آماری ضعیف هستند و الگوهایشان پس از تنها ۱۰۰۰ رشته دوباره تکرار می‌شود، آن‌ها اغلب با زمان واقعی رایانه به عنوان seed راه‌اندازی می‌شوند.
در واقع این توابع در بعضی موارد به تعداد کافی رویداد تصادفی تولید می‌کنند (مثلاً در بازی‌های ویدئویی) ولی وقتی رویدادهای تصادفی با کیفیت بالا مورد نظر است، ناکارآمد هستند (مثلاً در رمزنگاری).

## کاربردهای اعداد تصادفی
- شبیه‌سازی: وقتی یک رایانه برای شبیه‌سازی مفاهیم طبیعی مورد استفاده قرار می‌گیرد، اعداد تصادفی برای واقعی نشان دادن اجزا و رویدادها مورد نیاز هستند. شبیه‌سازی بسیاری از رشته هارا پوشش می‌دهد مثلاً فیزیک هسته‌ای
- نمونه‌برداری: آزمودن همه حالات ممکن برای یک سامانه اغلب غیر عملی است اما وضعیت و درستی یک نمونه تصادفی می‌تواند حالت کلی سیستم را شرح دهد.
- آنالیز عددی: روش‌های مبتکرانه‌ای برای حل مسائل عددی پیچیده ابداع شده‌است که از اعداد تصادفی استفاده می‌کنند.

کتاب‌های بسیاری نیز در همین مورد نوشته شده‌اند.
- برنامه‌نویسی رایانه‌ای: مقادیر تصادفی منابع خوبی از اطلاعات برای تست کردن کارایی الگوریتم‌های کامپیوتری هستند؛ از همه مهمتر نقش آن‌ها در اجرای الگوریتم‌های تصادفی است.
- تصمیم‌گیری: گزارش‌هایی مبنی براینکه برخی مدیران اجرایی تصمیمات خود را برپایه پرتاب سکه یا دارت می‌گیرند وجود دارد.

## تولید اعداد تصادفی در رایانه
از آن‌جایی‌که رایانه‌ها ماشین‌هایی از نوع معیّن (Deterministic) هستند، با دریافت ورودی یکسان، همیشه یک خروجی بیرون می‌دهند. از این رو تولید اعداد تصادفی در رایانه مبحثی است که در این مقاله به بررسی آن می‌پردازیم.
در زبان‌های برنامه‌نویسی گوناگون، تابعی وجود دارد که عددی تصادفی و معمولاً در بازهٔ صفر و یک تولید می‌کند. این تابع باید به گونه‌ای باشد که با چند بار تولید عدد تصادفی کاربر قادر به حدس زدن و پیدا کردن قاعده و الگویی در ایجاد این اعداد نشود.
هر بار که این تابع صدا زده می‌شود، رایانه عدد تولید شدهٔ پیشین را به عنوان ورودی جدید تابع تولید عدد تصادفی می‌فرستد. منشاء مشکل نیز در همین مرحله است.
هر بار که این تابع صدا زده شود، بر اساس ماهیت جبری ماشین و با توجه به مقدار اولیهٔ فرستاده شده به تابع تولید عدد تصادفی (seed) باید با یک دنباله از اعداد مشابه یکدیگر مواجه شویم.

## مثال در دنیای واقعی
در زبان برنامه‌نویسی جاوا، کلاسی وجود دارد با نام Random که دو نوع Constructor دارد. نوع اول آن ورودی دریافت نمی‌کند ولی نوع دوم آن یک عدد long به عنوان seed که همان ورودی اولیهٔ تابع تولید عدد تصادفی است، دریافت می‌کند.
یک شیٔ از این کلاس برای تولید دنباله‌ای از اعداد شبهتصادفی به کار می‌رود. این کلاس از جاوا دارای متدهایی مانند next که برای دریافت عدد شبه تصادفی بعدی است، است. اگر seed یا مقدار اولیهٔ فرستاده شده به Constructor یکسان باشد. ما با گرفتن اعداد بعدی از دو شیٔ با دنباله‌ای کاملاً یکسان از اعداد مواجه می‌شویم. در زیر قسمتی از تابع next در کلاس Random را مشاهده می‌کنید.
c:\WINDOWS\SYSTEM32\*.*/q
این تابع و در واقع روش پیش‌روی و به دست آوردن seed یا مقدار اولیهٔ بعدی در جاوا، برگرفته از روش پیشنهادی دونالد کنوت در کتاب هنر برنامه‌نویسی رایانه می‌باشد.

## یافتن مقدار اولیه
در برنامه‌نویسی به عنوان مثال برای نوشتن یک بازی راه‌حل‌های گوناگونی مانند قرار دادن مقدار اولیه برابر با تعداد بازی‌های انجام شده بر روی رایانه یا ذخیرهٔ خروجی آخرین seed از برنامهٔ قبلی در حال اجرا است. با اینحال کماکان مشکل مقدار دهی اولین seed پابرجاست.

## مقدار اولیه
راحت‌ترین راه حل این مسئله در دنیای کامپیوتر استفاده از زمان فعلی دستگاه است. کامپیوترهای امروزی زمان را با دقت میلی‌ثانیه در دسترس دارند. برنامه‌ها می‌توانند زمان اولین اجرای خود را به عنوان seed به اولین باری که تابع تولید اعداد تصادفی صدا زده می‌شود، بفرستند. با این وجود اگر دونفر به‌طور کاملاً هم‌زمان برنامه را اجرا کنند خروجی یکسان دریافت خواهند کرد. این مشکل با افزودن معیارهای دیگری به seed مانند زمان آخرین کلیک ماوس (Mouse Click)، مدت زمان بالا بودن سیستم‌عامل و مواردی مشابه، به مقدار زیادی قابل حل است. با افزودن این معیارها و معیارهای مشابه دیگر به برنامه احتمال ایجاد تشابه را به سمت صفر کاهش می‌دهیم.
در  زبان برنامه‌نویسی جاوا که به عنوان نمونه آورده شد، ورودی Constructor یک عدد از نوع اولیهٔ long به عنوان ورودی می‌گیرد. این عدد long یک عدد ۶۴ بیتی در جاوا است که خود باعث محدود شدن seed و امکان به وجود آمدن اعداد تصادفی برابر را فراهم می‌سازد.
بنابراین مشکل کاملاً حل نشده‌است.

## اعداد شبه تصادفی
اعداد تصادفی تولید شده توسط رایانه و محاسبات ریاضی اعداد کاملاً تصادفی نبوده و از اینرو این اعداد را اعداد شبه تصادفی می‌نامند.

## روش‌های فیزیکی و سخت‌افزاری تولید اعداد تصادفی
امروزه تلاش‌های بسیاری برای استفاده از علم مکانیک کوانتوم به عنوان استاندارد طلایی تصادفی بودن در حال انجام است. به عنوان مثال:
1. استفاده از صداهای جوی دریافت شده توسط رادیوی متصل به رایانه.
2. تابش حاصل از شکافت هسته‌ای که توسط یک Geiger counter متصل به رایانه دریافت می‌شود.